# County Line
County Line és una població dels Estats Units a l'estat d'Alabama. Segons el cens del 2000 tenia 257 habitants.

## Demografia
Segons el cens del 2000, County Line tenia 257 habitants, 97 habitatges, i 73 famílies. La densitat de població era de 104,5 habitants/km².
Dels 97 habitatges en un 40,2% hi vivien nens de menys de 18 anys, en un 57,7% hi vivien parelles casades, en un 11,3% dones solteres, i en un 24,7% no eren unitats familiars. En el 23,7% dels habitatges hi vivien persones soles el 7,2% de les quals corresponia a persones de 65 anys o més que vivien soles. El nombre mitjà de persones vivint en cada habitatge era de 2,65 i el nombre mitjà de persones que vivien en cada família era de 3,12.
Per edats la població es repartia de la següent manera: un 26,5% tenia menys de 18 anys, un 12,1% entre 18 i 24, un 31,1% entre 25 i 44, un 19,8% de 45 a 60 i un 10,5% 65 anys o més.
L'edat mitjana era de 33 anys. Per cada 100 dones hi havia 114,2 homes. Per cada 100 dones de 18 o més anys hi havia 110 homes.
La renda mitjana per habitatge era de 35.625 $ i la renda mitjana per família de 37.500 $. Els homes tenien una renda mitjana de 28.500 $ mentre que les dones 21.250 $. La renda per capita de la població era de 13.621 $. Aproximadament el 13,8% de les famílies i el 17,4% de la població estaven per davall del llindar de pobresa.

## Poblacions properes
El següent diagrama mostra les poblacions més properes.